# Friedrich Wilhelm (Brandenburg)

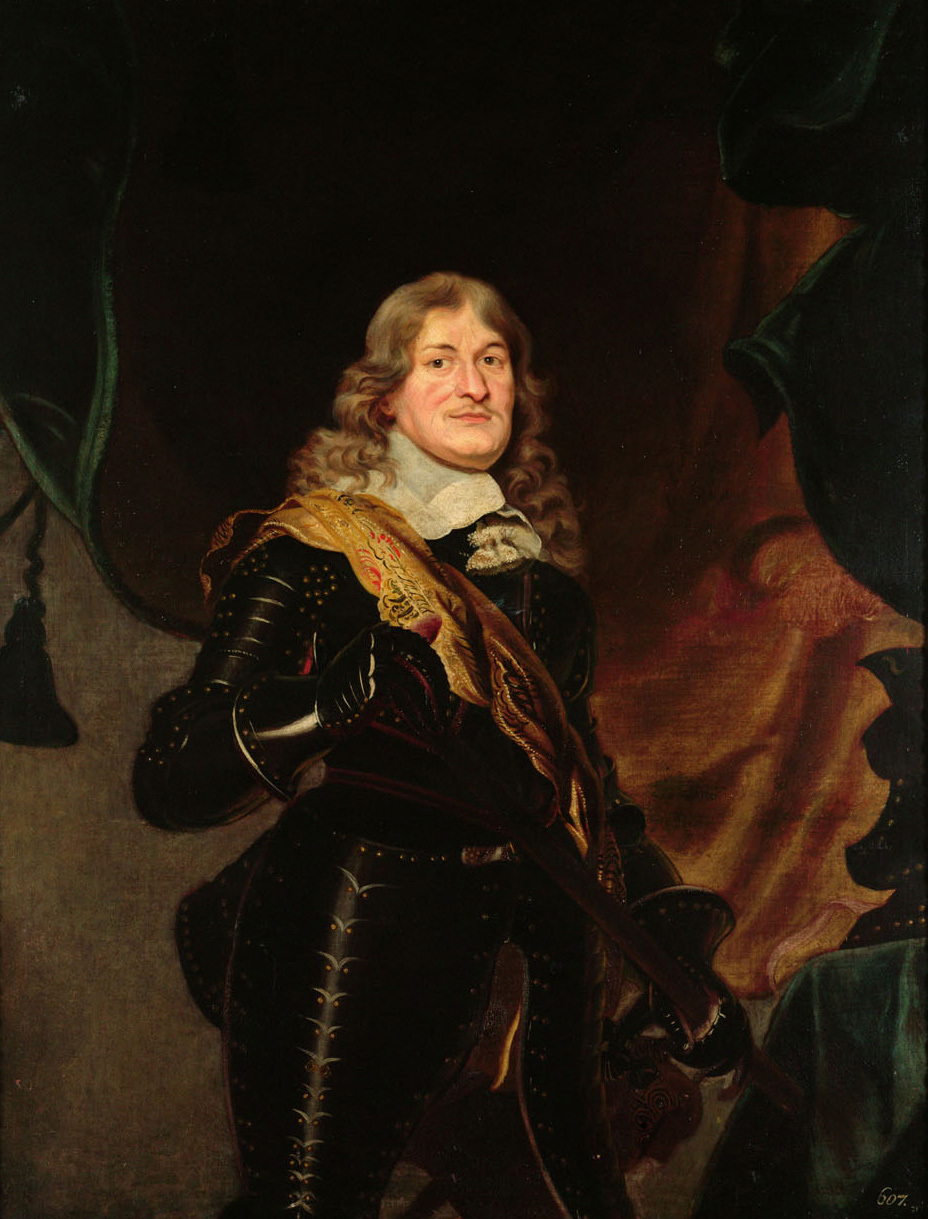
Frans Luycx, Friedrich Wilhelm, um 1650, Kunsthistorisches Museum.

Friedrich Wilhelm (* 6. Februarjul. / 16. Februar 1620greg. in Cölln; † 29. Apriljul. / 9. Mai 1688greg. in Potsdam) aus dem Haus Hohenzollern war seit 1640 Kurfürst von Brandenburg und Herzog in Preußen.
Außenpolitisch legte er im Westfälischen Frieden 1648 den Grundstein für den Aufstieg Brandenburgs zur europäischen Großmacht und sicherte im Frieden von Oliva 1660 die Souveränität über Preußen. Sein Sieg über die Schweden in der Schlacht bei Fehrbellin am 18. Junijul. / 28. Juni 1675greg. brachte ihm den Beinamen Großer Kurfürst ein. Innenpolitisch setzte Friedrich Wilhelm umfassende Reformen durch und schuf ein stehendes Heer. Als Fehlschlag erwies sich der Versuch, eine kurbrandenburgische Marine aufzubauen, um am Transatlantikhandel teilzunehmen. Friedrich Wilhelm bekannte sich zum calvinistischen Glauben und betrieb eine tolerante Religionspolitik. Seine Aufnahme von etwa 20.000 verfolgten Hugenotten im Edikt von Potsdam 1685 fand europaweite Beachtung und sorgte für einen wirtschaftlichen und kulturellen Aufschwung Brandenburg-Preußens.

## Leben

### Kindheit (1620–1634)

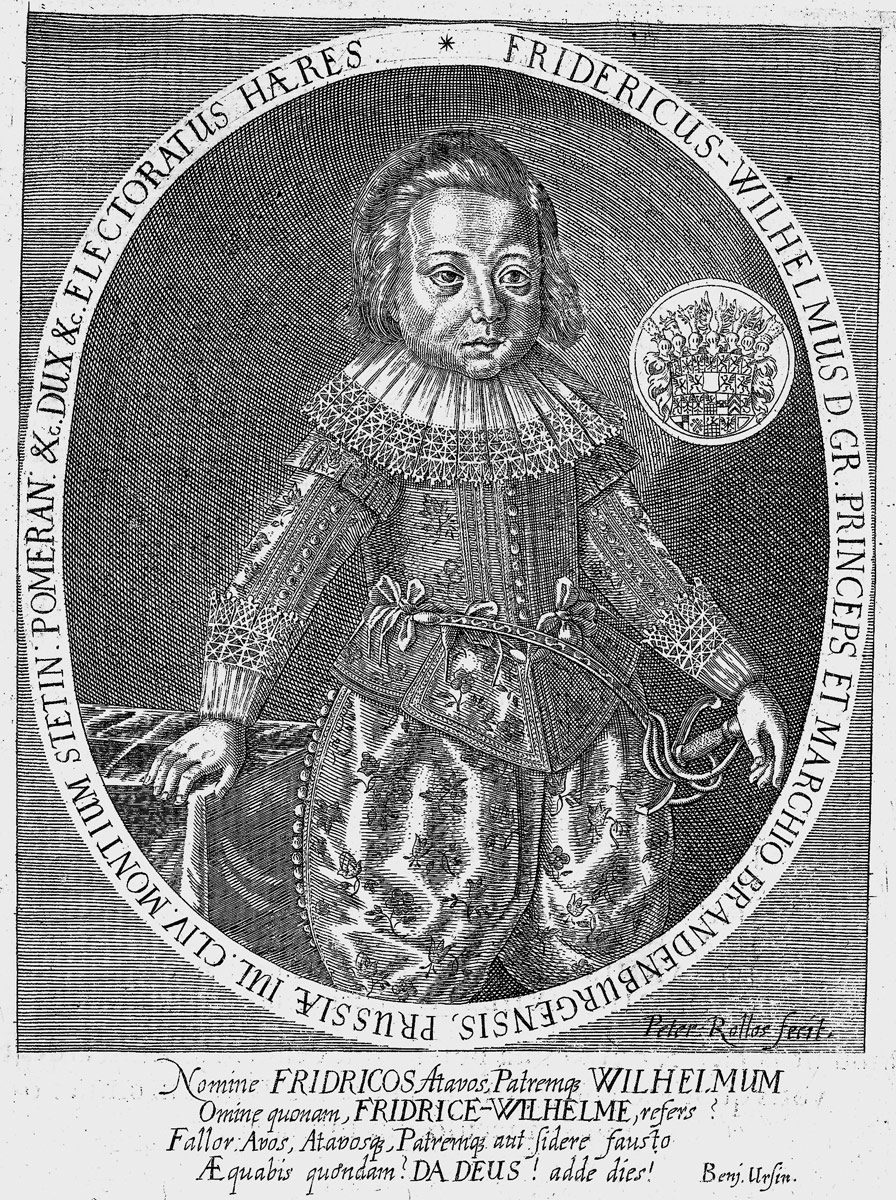
Friedrich Wilhelm als Kind, 1626

In den Wirren des Dreißigjährigen Krieges als Sohn des Kurfürsten Georg Wilhelm und der pfälzischen Prinzessin Elisabeth Charlotte geboren, musste Friedrich Wilhelm von Brandenburg sein Leben vom Frühjahr 1627 bis zum Sommer 1634 hinter den Mauern der sicheren Festung Küstrin mit seinem Erzieher Johann Friedrich von Kalkum genannt Leuchtmar verbringen. Davor war er einige Zeit auf dem neu erbauten Jagdschloss seines Vaters in Letzlingen untergebracht. Während dieser ganzen Zeit blieb er die meiste Zeit von seinen Eltern getrennt, nur 1631 wurde er seinem Onkel Gustav II. Adolf in Berlin vorgestellt, der ihn von Anfang an lieb gewann. Im Juni 1633 reiste er nach Wolgast, um seinem im November des Vorjahres in der Schlacht bei Lützen gefallenen Onkel Gustav Adolf die letzte Ehre zu erweisen. Der König wurde im Schloss Wolgast aufgebahrt, ehe er nach Schweden überführt wurde.
Er wurde vor allem in Sprachen und der evangelisch-reformierten Religion unterrichtet. Auch seine körperliche Schulung wurde gefördert, wozu nicht zuletzt seine häufige Teilnahme an Jagden beitrug.

### Lehrjahre in Holland (1634–1638)

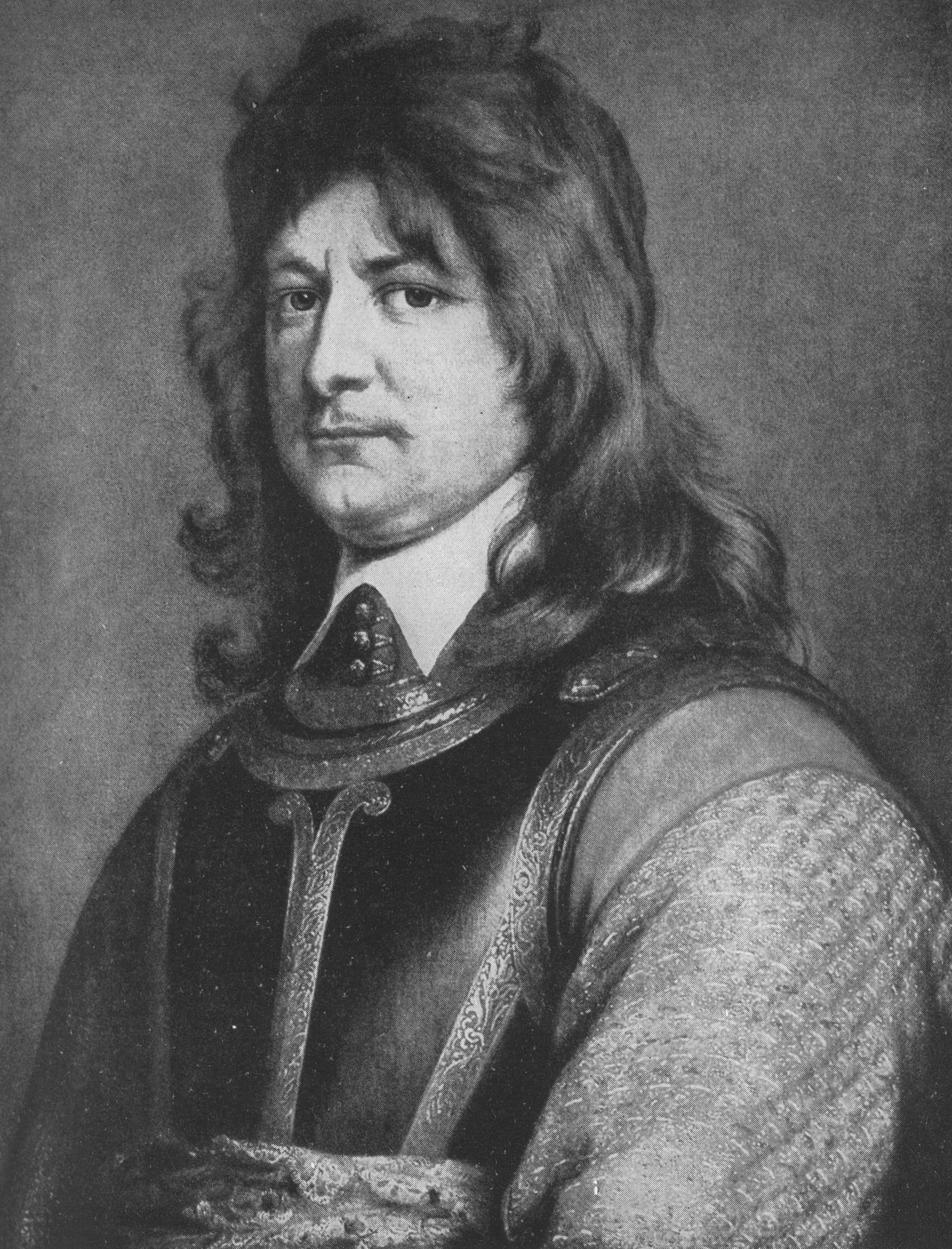
Porträt des Kurfürsten Friedrich Wilhelm von Adriaen Hanneman 1647

Während die Mark selbst von kaiserlichen und schwedischen Truppen verwüstet wurde, wurde der 14-jährige Kurprinz im Juli 1634 in die sicheren Niederlande gesandt, die damals ihr Goldenes Zeitalter erfuhren.
Dort sollte er seine Ausbildung vervollkommnen, die Landessprache erlernen und den Bedrohungen des immer grausamer geführten Krieges entkommen.
Friedrich Wilhelm kam an den Hof des Statthalters Friedrich Heinrich von Oranien, des Onkels seiner Mutter. In Arnheim wurde eine kleine Hofhaltung für ihn eingerichtet. In Leiden besuchte er Lehrveranstaltungen an der dortigen Universität und erhielt Privatunterricht. Die während dieses insgesamt vier Jahre währenden Aufenthaltes gewonnenen Erfahrungen übten einen sehr großen Einfluss auf den jungen Prinzen und auf die Handlungen des späteren Kurfürsten von Brandenburg aus, da er in den Niederlanden ein hochentwickeltes Staatswesen und eine Handelsmacht vorfand, was für das verarmte Brandenburg in vielem als Vorbild dienen sollte. In Amsterdam lernte er auch das Schiffsbauhandwerk kennen. Im Sommer 1638 wurde er auf Geheiß seines Vaters gegen seinen Willen in das vergleichsweise provinzielle Berlin zurückberufen. Dort fand er eine zerstörte Provinz vor, in der de facto die Schweden die Herrschaft ausübten.

### Regierungsübernahme bis zum Ausbruch des Zweiten Nordischen Krieges (1640–1656)

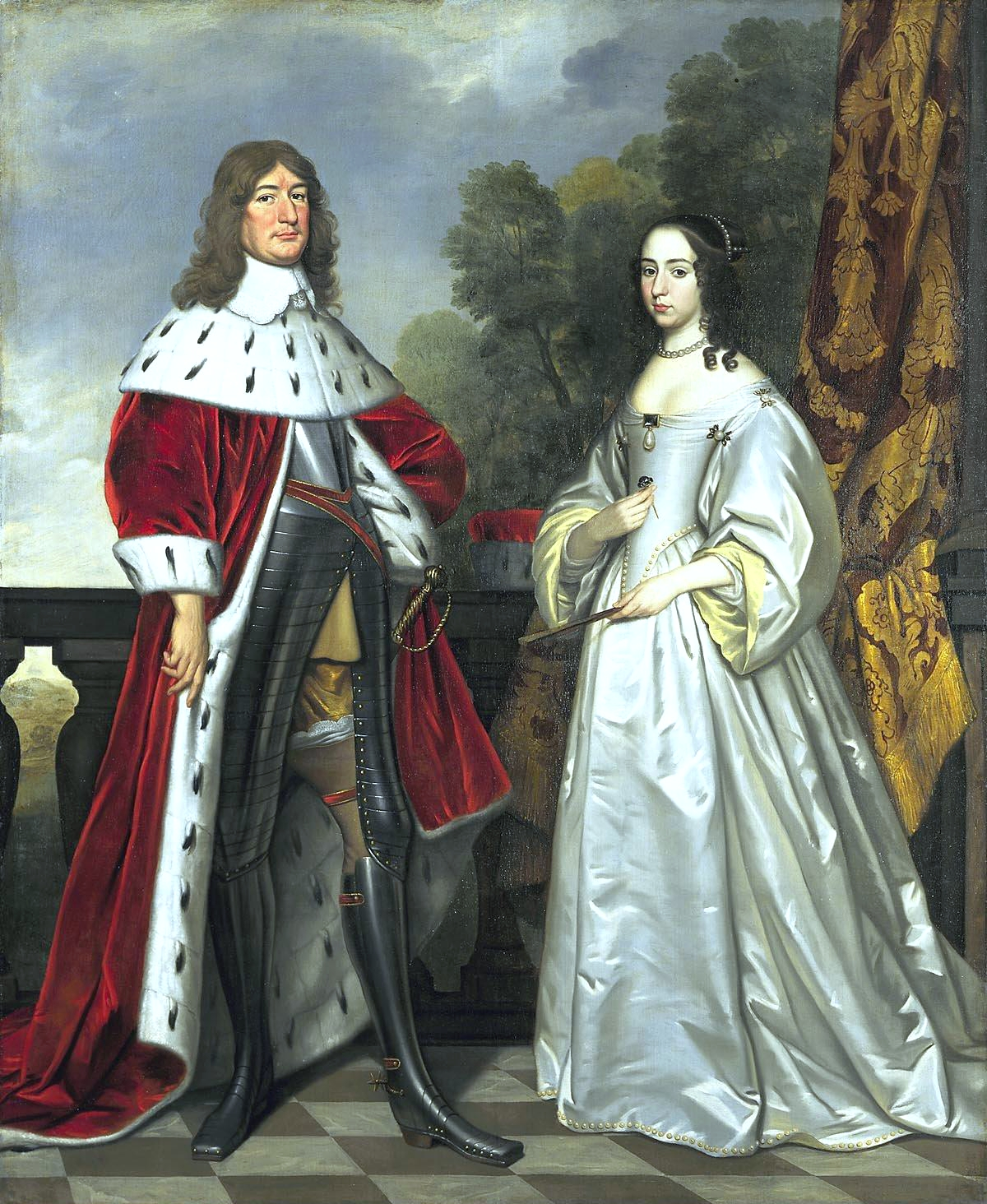
Kurfürst Friedrich Wilhelm mit seiner ersten Ehefrau Luise Henriette von Nassau-Oranien
Gemälde von Gerrit van Honthorst (1647)

Nach dem Tod seines Vaters, des Kurfürsten Georg Wilhelm, am 1. Dezember 1640 trat Friedrich Wilhelm inmitten katastrophaler politischer Verhältnisse die Nachfolge in seinem weit verstreuten Herrschaftsgebiet an.
- Der Dreißigjährige Krieg hatte das Land schwer verwüstet; ganze Landstriche waren entvölkert.
- Brandenburg, Kleve und Mark waren weitgehend von fremden Truppen besetzt, die Schweden in Brandenburg, die Niederländer in Kleve und die Kaiserlichen in der Grafschaft Mark[6]
- Das Herzogtum Preußen galt als unsicherer Besitz, da es ein Fahnenlehen der polnischen Krone war und es der polnische König Wladislaus IV., der sich in einem ererbten Konflikt mit Schweden befand, gegenüber Friedrich Wilhelm bei dessen Regierungsantritt zu erneuern haben würde.
- Die Regierung des Kernlandes befand sich in der Hand eines Intimfeinds, des Reichsgrafen Adam von Schwarzenberg. Zudem waren die Finanzen des Staates zerrüttet, sodass auch die Söldner aufbegehrten.

Von Kleve aus führte der junge Kurfürst zunächst seine Regierung und pflegte die Beziehungen in die Niederlande, in denen er zuvor gelebt und studiert hatte. Friedrich Wilhelm berief den Baumeister Johann Gregor Memhardt (1607–1678), der schon seinem Vater gedient hatte, zum kurfürstlichen Ingenieur. Als ersten Auftrag erhielt er die Verbesserung der Befestigungen der Schwanenburg. Die Besitzungen des jungen Kurfürsten mussten geschützt werden.
Zunächst galt es, den Einfluss des katholischen Grafen Adam von Schwarzenberg (1583–1641) zu brechen, der als Geheimer Rat faktisch die Regierungsgeschäfte des Kurfürstentums Brandenburg geleitet hatte. Dabei stützte er sich auf die Regierungserfahrung des unter seinem Vater wegen seinen Kontakten zum schwedischen König in Ungnade gefallenen reformierten Geheimen Rats Samuel von Winterfeld, der im dänischen Exil lebte. Unmittelbar nach seinem Regierungsantritt entließ der Kurfürst den Grafen. Im Jahr darauf befahl er seine Verhaftung. Schwarzenberg verstarb allerdings bereits vier Tage nach seiner Einlieferung in die Festung Spandau am 14. März 1641. Um Handlungsfreiheit in der Mark Brandenburg zu gewinnen, schloss Friedrich Wilhelm am 14. Juli 1641 mit den Schweden einen Waffenstillstand. Die Mark blieb aber dennoch durch schwedische Truppen besetzt. Am 7. Oktober 1641 wurde der Kurfürst vom polnischen König mit dem Herzogtum Preußen belehnt. Am 1. November hielt er feierlichen Einzug in seiner östlichen Residenzstadt Königsberg.
1643 kehrte Friedrich Wilhelm aus Königsberg nach Berlin zurück. Im selben Jahr wurde er unter dem Namen Der Untadeliche in die Fruchtbringende Gesellschaft aufgenommen. Nachdem eine erhoffte Liaison mit dem schwedischen Königshaus durch eine Heirat mit Christine von Schweden nicht zustande gekommen war, heiratete Friedrich Wilhelm am 7. Dezember 1646 in Den Haag die älteste Tochter des Statthalters Friedrich Heinrich von Oranien, Luise Henriette von Oranien, mit der er sechs Kinder bekam. Neben der üppigen Mitgift der Braut von 120.000 Reichstalern in bar und Schmuck im Werte von 60.000 Reichstalern folgten der neuen Kurfürstin holländische Künstler, Handwerker, Baumeister, Landwirte und Kaufleute, die moderne Techniken und Produktionsmethoden in das vom Dreißigjährigen Krieg ausgelaugte Land brachten. Bald machte das Wort von der „Verholländerung“ der Mark Brandenburg die Runde. Vor allem in Berlin und Potsdam etablierte sich eine „holländische Kolonie“, die unter anderen mit der Erweiterung und Neugestaltung der Festungsanlagen, dem Ausbau des Stadtschlosses sowie der Anlage von Straßen und Kanälen beschäftigt war.
Im Zuge der westfälischen Friedensverhandlungen zu Münster und Osnabrück ab 1645 musste Friedrich Wilhelm auf den Anspruch auf Vorpommern zugunsten Schwedens verzichten. Der Kaiser hatte sich bereits mit den europäischen Großmächten darauf geeinigt, dass nur Hinterpommern dem Kurfürsten verbleiben sollte, während Vorpommern, Rügen und Stettin sowie weitere Gebietsteile östlich der Oder dem schwedischen Hoheitsgebiet zugeschlagen wurden. In einer Einigung mit Schweden am 7. Januar 1647 erhielt er als Ausgleich für Vorpommern die Stifte Halberstadt und Minden sowie die Anwartschaft auf das Erzstift Magdeburg zugesprochen. Dennoch dokumentierte der Friedensschluss von 1648, dass der Kurfürst von Brandenburg, verglichen mit den europäischen Potentaten in Wien, Paris, London oder Stockholm, ein Herrscher minderen Ranges war, der aus eigener Kraft seine politischen Ziele nicht durchzusetzen vermochte.
Johann Moritz von Nassau-Siegen, von 1636 bis 1644 Gouverneur der brasilianischen Besitzungen der niederländischen Westindien-Kompanie, wurde 1649 Statthalter der westdeutschen Besitzungen des Großen Kurfürsten in Kleve. Zur Finanzierung des Aufbaus eines stehenden Heeres als Fundament für eine eigenständige Außenpolitik erreichte der Kurfürst nach langen Verhandlungen während der Landtage (Ständeversammlungen) 1653 die Zusage der Stände, 530.000 Taler Steuern innerhalb der nächsten fünf Jahre aufzubringen. Vom Landadel mussten 41 % der Steuern, von den Städten 59 % der Summe aufgebracht werden. Im Gegenzug bestätigte der Kurfürst den Ständen Privilegien, die vor allem zu Lasten der Bauern gingen. Unerträgliche Frondienste, eine Verschärfung der Leibeigenschaft und das Ausplündern und anschließende Aufkaufen von Bauernhöfen waren die Folge.

### Der Kurfürst im Zweiten Nordischen Krieg (1655–1660)

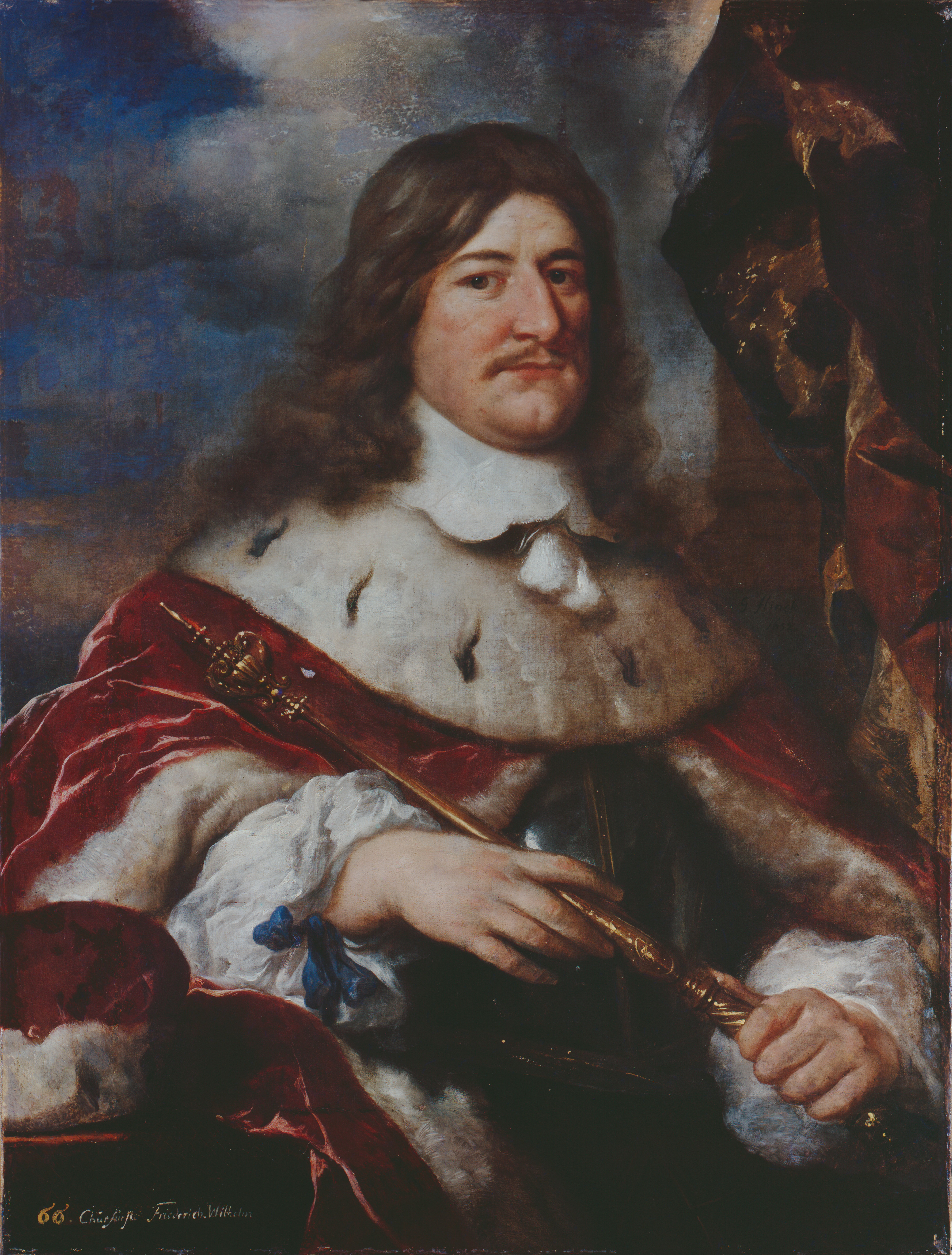
Kurfürst Friedrich Wilhelm von Brandenburg, mit Szepter, Harnisch, Kurhut und -mantel
Gemälde von Govaert Flinck, um 1652

1655 brach der Zweite Nordische Krieg aus. Die Schweden unter König Karl X. Gustav fielen vom schwedischen Livland und Vorpommern in Polen ein. Das Herzogtum Preußen geriet dadurch in große Gefahr, sodass Friedrich Wilhelm 18.000 Mann zusammenzog und in das Herzogtum führte, in das bereits die Schweden eingedrungen waren. Nachdem der polnische König Johann II. Kasimir bereits Ende September 1655 geflohen war, unterwarfen sich auch diejenigen, die zunächst gezögert hatten, den neuen Herren. Militärisch unterlegen, vermochte Friedrich Wilhelm die beiden Preußen, Königlich Preußen und das Herzogtum Preußen, nicht neutral zu halten, sondern wurde von den Schweden gezwungen, durch den Vertrag von Königsberg vom 16. Januar 1656 ein Lehnsträger des schwedischen Königs für das Herzogtum Preußen und für das Ermland zu werden.
Aufgrund der verschlechterten Lage der Schweden in Polen benötigte der schwedische König neue Bündnispartner, sodass er am 23. Juni 1656 den Vertrag von Marienburg mit dem Kurfürsten Friedrich Wilhelm abschloss. Mit allen ihm zur Verfügung stehenden Kräften vereinigte sich Friedrich Wilhelm daraufhin mit den Schweden und schlug zusammen mit ihnen in der dreitägigen Schlacht bei Warschau vom 28. bis zum 30. Juli 1656 als Kommandeur des brandenburgischen Kontingents eine polnische Armee. Der schwedische König Karl X. Gustav erkannte schließlich, um einen Bruch mit seinem Partner zu vermeiden, mit dem Vertrag von Labiau am 20. November 1656 die Souveränität Friedrich Wilhelms über das Herzogtum Preußen an.
Im Vertrag von Wehlau am 19. September 1657 gelang es Friedrich Wilhelm, die Souveränität Preußens für einen Bündniswechsel durch Polen-Litauen zugesichert zu bekommen. Der Vertrag wurde durch den Habsburger Leopold, Erzherzog von Österreich und König von Ungarn, vermittelt. Dafür unterstützte ihn Friedrich Wilhelm bei der Königs- und Kaiserwahl. Die Bestimmungen des Vertrags von Wehlau konnten im Frieden von Oliva am 3. Mai 1660 bestätigt werden, womit der Kurfürst endgültig Souverän über das Herzogtum Preußen wurde, was eine Grundvoraussetzung für die spätere Gründung des Königreichs Preußen war.

### Äußerer Friede – Konzentration auf die Innenpolitik (1660–1672)

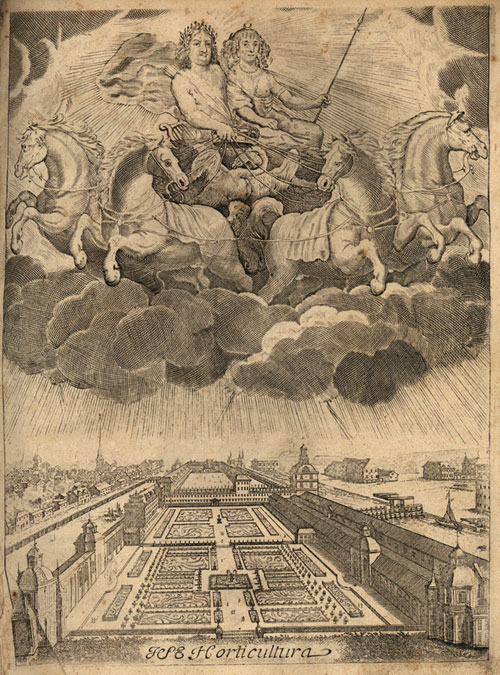
Berlin, Lustgarten auf der Spreeinsel, darüber der Große Kurfürst und seine Ehefrau, um 1670

Zunächst galt es, die Rechte und Privilegien der Stände in den einzelnen Landschaften mit dem allgemeinen Staatsinteresse (einheitliche, geregelte Finanzwirtschaft, Militärwesen) in Einklang zu bringen. Am leichtesten fügten sich die Stände der Mark und der benachbarten Länder, Schwierigkeiten dagegen bereiteten die Stände von Kleve und Preußen, wo die Selbstständigkeitsbestrebungen von den benachbarten Republiken der Niederlande und Polens unterstützt wurden. Besondere Probleme bereitete Preußen (Königsberger Aufstand), wo die strengen Lutheraner sich weigerten, den reformierten Kurfürsten anzuerkennen, und Polen um Hilfe baten. Erst als die Maßlosigkeiten einiger Mitglieder, wie des Königsberger Schöppenmeisters Johannes Roth und der beiden Kalcksteins, die Einheit der ständischen Opposition schwächten, gelang es dem Kurfürsten 1663 in Königsberg, die Stände hinter sich zu bringen. Roth wurde verhaftet und starb nach 16-jähriger Gefangenschaft. Nach dem Tod Albrechts von Kalckstein flüchtete sein Sohn, Oberst Christian Ludwig von Kalckstein, nach Polen, wurde von dort mit Gewalt nach Preußen zurückgeschafft und 1672 wegen Hochverrats hingerichtet.
Auf Einberufung Friedrich Wilhelms fand vom 8. September 1662 bis zum 29. Juni 1663 im Schloss Kölln das Berliner Religionsgespräch zwischen lutherischen und reformierten Theologen der Mark Brandenburg statt. Unter der Leitung des Ersten Ministers Otto von Schwerin sollte es die beiden protestantischen Konfessionen einander annähern. Nach 17 Sitzungen wurde es ergebnislos abgebrochen. 1664 erließ der Kurfürst ein Toleranzedikt, das den lutherischen Geistlichen bei Strafe der Amtsenthebung jede Polemik gegen die Reformierten untersagte. Die Lutheraner sahen darin eine Infragestellung der Konkordienformel, die 1577 von Johann Georg für das ganze Land verbindlich gemacht worden war.

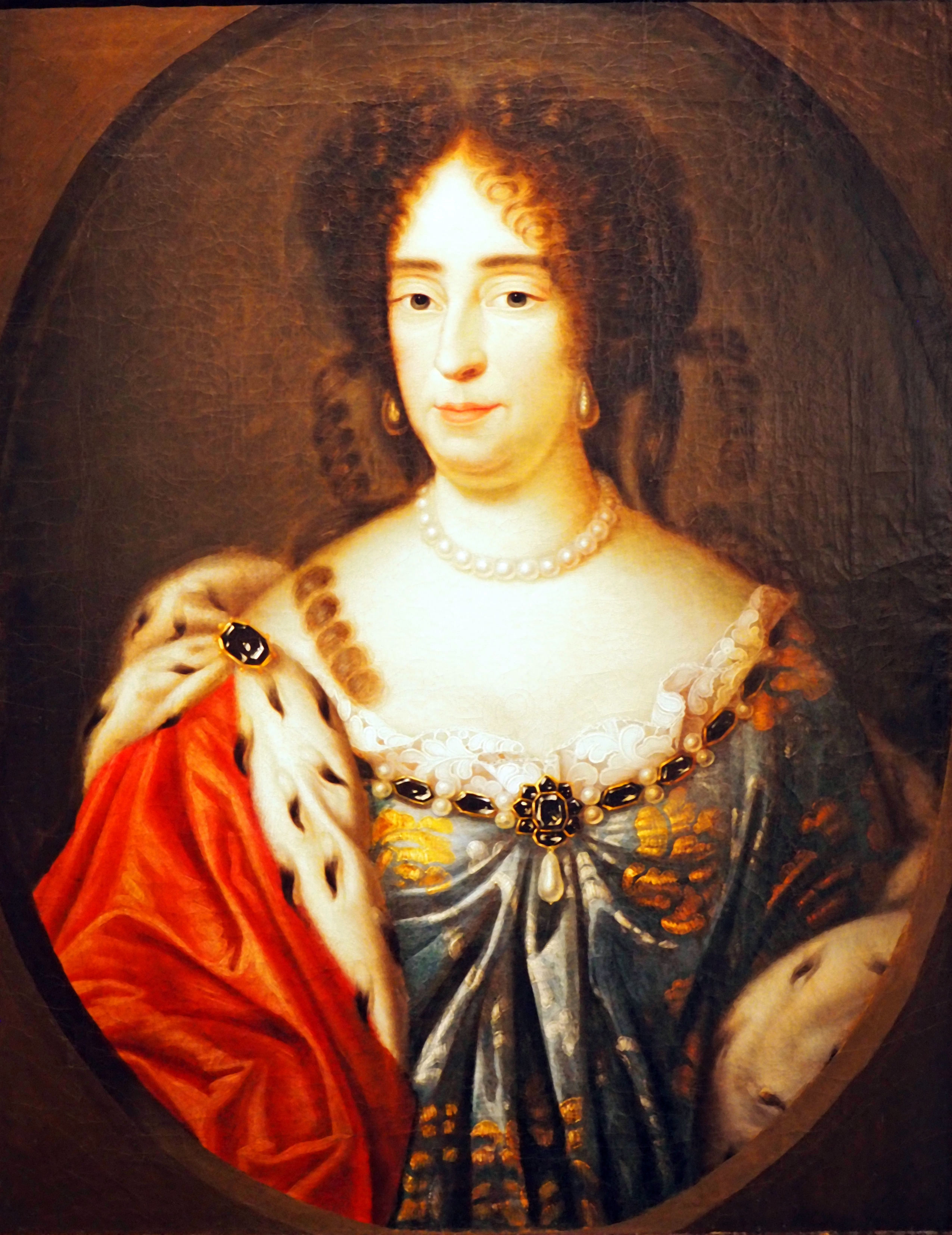
Dorothea Sophie von Schleswig-Holstein-Sonderburg-Glücksburg

1668 heiratete Friedrich Wilhelm in zweiter Ehe die verwitwete Herzogin Dorothea von Braunschweig und Lüneburg, geborene Prinzessin von Holstein-Glücksburg und zeugte mit ihr im Verlaufe der Ehe sieben Kinder.
Die Erhebung der Mahl-, Schlacht- und Brausteuer in allen Provinzen versetzte den Kurfürsten in die Lage, ein stehendes Heer zu unterhalten, das im Fall eines Kriegs auf 20.000 Mann aufgestockt werden konnte. Friedrich Wilhelm begann die Wirtschaft teils gegen heftigen Widerstand zu fördern, indem er den Ackerbau und die Einwanderung unterstützte; so lud er 1671 fünfzig wohlhabende jüdische Familien aus Wien nach Brandenburg ein und begründete damit, zusammen mit der späteren Einladung an die Hugenotten (Edikt von Potsdam, 1685) die Tradition der preußischen Toleranz. Außerdem befreite er das Gewerbe und den Verkehr von Beschränkungen, förderte den Binnen- und den Seehandel, ließ den Müllroser Kanal bauen und richtete einen eigenen Postdienst ein.

### Der Große Kurfürst im Holländischen und Schwedisch-Brandenburgischen Krieg (1672–1679)

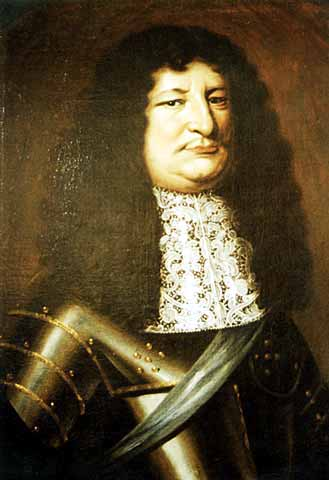
Friedrich Wilhelm, der Große Kurfürst im Harnisch und mit Schärpe, Gemälde von 1663

1672 griff der französische König Ludwig XIV. die unter dem Regime Johan de Witts stehenden Niederlande an und löste damit den Holländischen Krieg aus. Friedrich Wilhelm, vertraglich gebunden, kam seinen Bündnispflichten nach und entsandte ein 20.000 Mann starkes Heer. Die kaiserlichen Feldherren Montecuccoli und Bournonville verhinderten jeden feindlichen Zusammenstoß am Rhein und in Westfalen und ermöglichten dem französischen Befehlshaber Turenne damit, in die brandenburgischen Provinzen in Westfalen einzudringen. Am 16. Juni 1673 schloss Friedrich Wilhelm daher den Separatfrieden zu Vossem mit Frankreich ab.
Am 1. Juli 1674 schloss sich Friedrich Wilhelm, nachdem der Reichskrieg gegen Frankreich erklärt worden war, einer erneuten Koalition gegen Frankreich an. Zusammen mit Bournonville kämpfte er vergeblich 1674/75 gegen Feldmarschall Turenne im Elsass. Allerdings musste er sich, bedingt durch den Einfall der Schweden in die Mark Brandenburg Ende 1674, aus dem aktiven Krieg gegen Frankreich zurückziehen.
Am 25. Juni 1675 schlug ein brandenburgisches Heer unter seiner persönlichen Führung in der Schlacht von Fehrbellin die Schweden entscheidend. Nach diesem Sieg wurde ihm durch seine Zeitgenossen der Beiname „der Große Kurfürst“ verliehen. In der Folge des Sieges eroberte Brandenburg bis 1678 ganz Schwedisch-Pommern. Die im Herzogtum Preußen eingefallenen Schweden vertrieb er, unter persönlicher Führung eines Heeres, im Winter 1678/79 in der berühmten Jagd über das Kurische Haff bis über die Grenze nach Schwedisch-Livland zurück.
Am 29. Juni 1679 wurde der Frieden von St.-Germain geschlossen, in dem Friedrich Wilhelm das eroberte Vorpommern bis auf einen kleinen Gebietsstreifen östlich der Oder wieder abtreten musste, da ihn seine Verbündeten, die Niederlande und der kaiserliche Hof, im Stich ließen und er mit Dänemark allein dem übermächtigen Frankreich gegenüberstand. Enttäuscht insbesondere vom Verhalten Kaiser Leopolds schloss er sich nun eng an Frankreich an und verpflichtete sich sogar in einem geheimen Vertrag vom 25. Oktober 1679, Ludwig XIV. bei einer neuen Kaiserwahl seine Stimme zu geben.

### Vom Frieden 1679 bis zu seinem Tod 1688

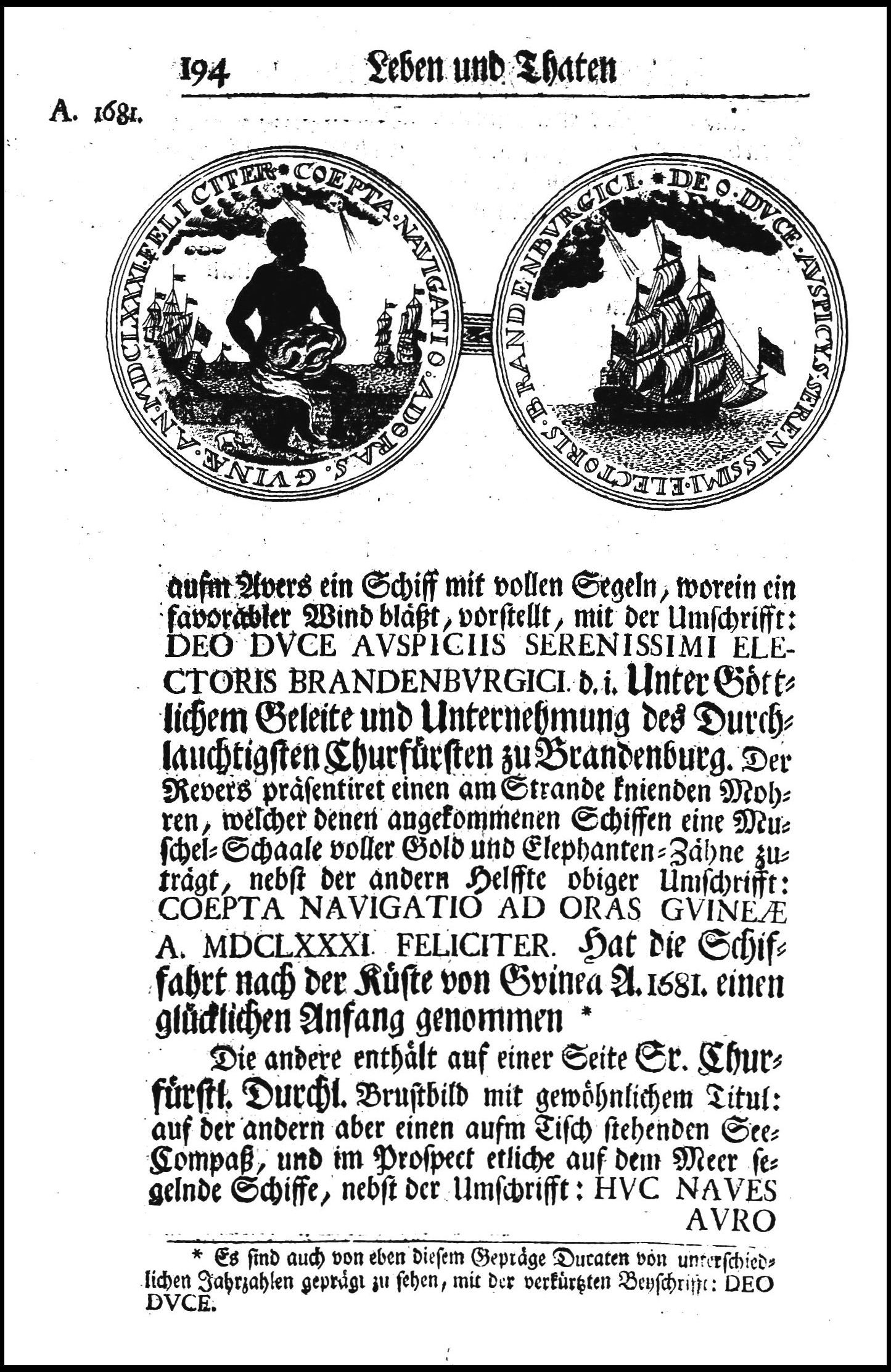
Eine Seite aus Georg Daniel Seyler: Leben und Thaten Friedrich Wilhelms des Grossen (1730)

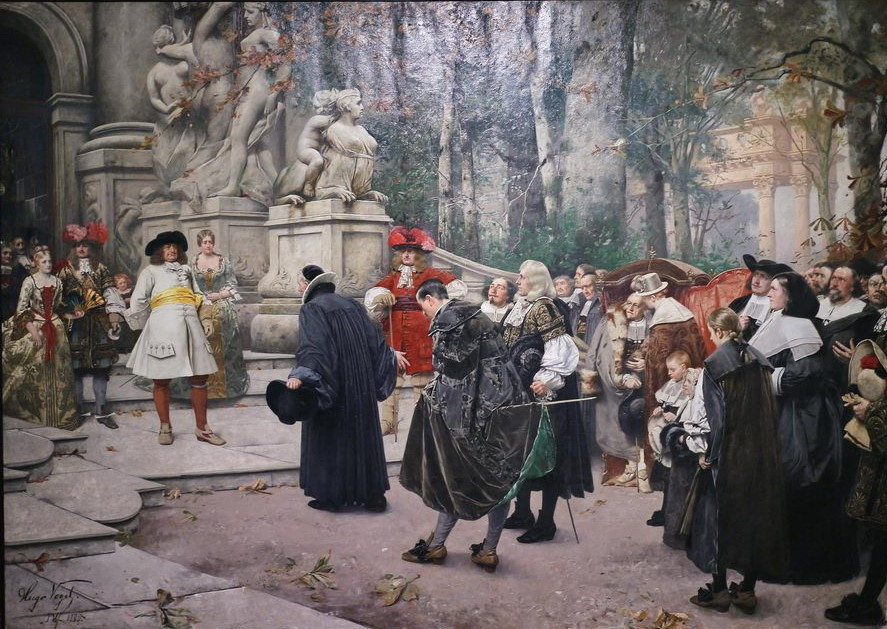
Empfang der Hugenotten im Jahr 1685, Gemälde von Hugo Vogel, 1885

1680/81 ließ Friedrich Wilhelm einen Kaperkrieg gegen spanische Schiffe führen, um ausstehende Subsidiengelder des Schwedisch-Brandenburgischen Krieges einzutreiben.
1685 hob Ludwig XIV. das Edikt von Nantes auf, um die Hugenotten in seinem Reich zu unterdrücken. Deshalb verbündete sich Friedrich Wilhelm mit den Generalstaaten und dem Kaiser, indem er gegen Abtretung des kleinen Schwiebuser Kreises auf seine schlesischen Erbansprüche verzichtete und sogar ein Hilfskorps von 8.000 Mann gegen die Türken schickte. Durch das Potsdamer Edikt vom 27. Oktoberjul. / 6. November 1685greg. ermöglichte er 15.000 calvinistischen Protestanten aus Frankreich die Ansiedelung in seinen Staaten. Dies führte zu einem Aufschwung der Industrie, besonders in Berlin.
Beeinflusst von seiner Zeit in Holland und dem niederländischen Kolonialismus, richteten sich seine Bemühungen nach dem Friedensschluss auf die Erwerbung von Kolonien und den Aufbau einer eigenen Flotte, was allerdings nicht den realen Möglichkeiten Brandenburg-Preußens entsprach. In einem kurfürstlichen Edikt vom 1. Januar 1686 schrieb er: „Seefahrt und Handlung sind die fürnehmsten Säulen eines Estats, wodurch die Unterthanen beides zu Wasser, als auch durch die Manufakturen zu Lande ihre Nahrung und Unterhalt erlangen.“
So ließ er, um überseeische Kolonien zu erwerben und zu sichern, mit Unterstützung des niederländischen Kaufmanns Benjamin Raule 1684 offiziell die Kurbrandenburgische Marine gründen und ließ Kolonien in Afrika errichten. Groß Friedrichsburg und Arguin wurden Stützpunkte für den Atlantischen Sklavenhandel. Die 1682 gegründete Brandenburgisch-Afrikanische Compagnie war für die Verschleppung von 17.000 bis 30.000 versklavter Menschen in die Karibik verantwortlich. Dafür pachtete der Kurfürst 1685 sogar einen eigenen Sklavenmarkt auf der Insel Saint Thomas in der Karibik, die von Dänemark kolonisiert wurde: Schiffe der Handelskompagnie tauschten zunächst in Afrika Waren aus Europa (Feuerwaffen, einfache Eisenerzeugnisse und Rubinglas) gegen Elfenbein, Gold und versklavte afrikanische Menschen ein, die anschließend zu Hunderten unter Deck zusammengepfercht über den Atlantik nach Saint Thomas verschifft wurden. Auf den brandenburgischen Schiffen kam es immer wieder zu Revolten der Versklavten, dennoch übertraf Brandenburg mit fast 5.000 verschleppten Menschen im Jahre 1693 sogar kurzzeitig die englische und die holländische Konkurrenz. Dort wurden die versklavten Menschen in die Plantagen der Neuen Welt verkauft und die Schiffe mit in Europa begehrten Produkten, namentlich Zucker, Tabak, Kakao und Baumwolle, beladen.
Insgesamt verschleppten brandenburgische Sklavenhändler in nur dreißig Jahren 23 583 Sklaven und lieferten 19 240 davon in die Karibik. Die karibische Insel St. Thomas war das westindische Standbein im brandenburgischen Handel über den Atlantik.
Kurfürst Friedrich Wilhelm starb am 9. Mai 1688 im Potsdamer Stadtschloss. Seine letzte Ruhestätte fand der „Große Kurfürst“ in der Hohernzollerngruft des Berliner Doms in einem Marmorsarg. Seinen Prunksarkophag und den seiner Frau Dorothea unter der Orgelempore der Predigtkirche entwarf Johann Arnold Nering.

## Wappen und Siegel
Der Große Kurfürst Friedrich Wilhelm I. von Brandenburg führte mehrere verschiedene Wappen:
- Markgraf von Brandenburg
- Kurfürst von Brandenburg (alt und um 1648)
- Erzkämmerer des Römisch-Deutschen Reiches

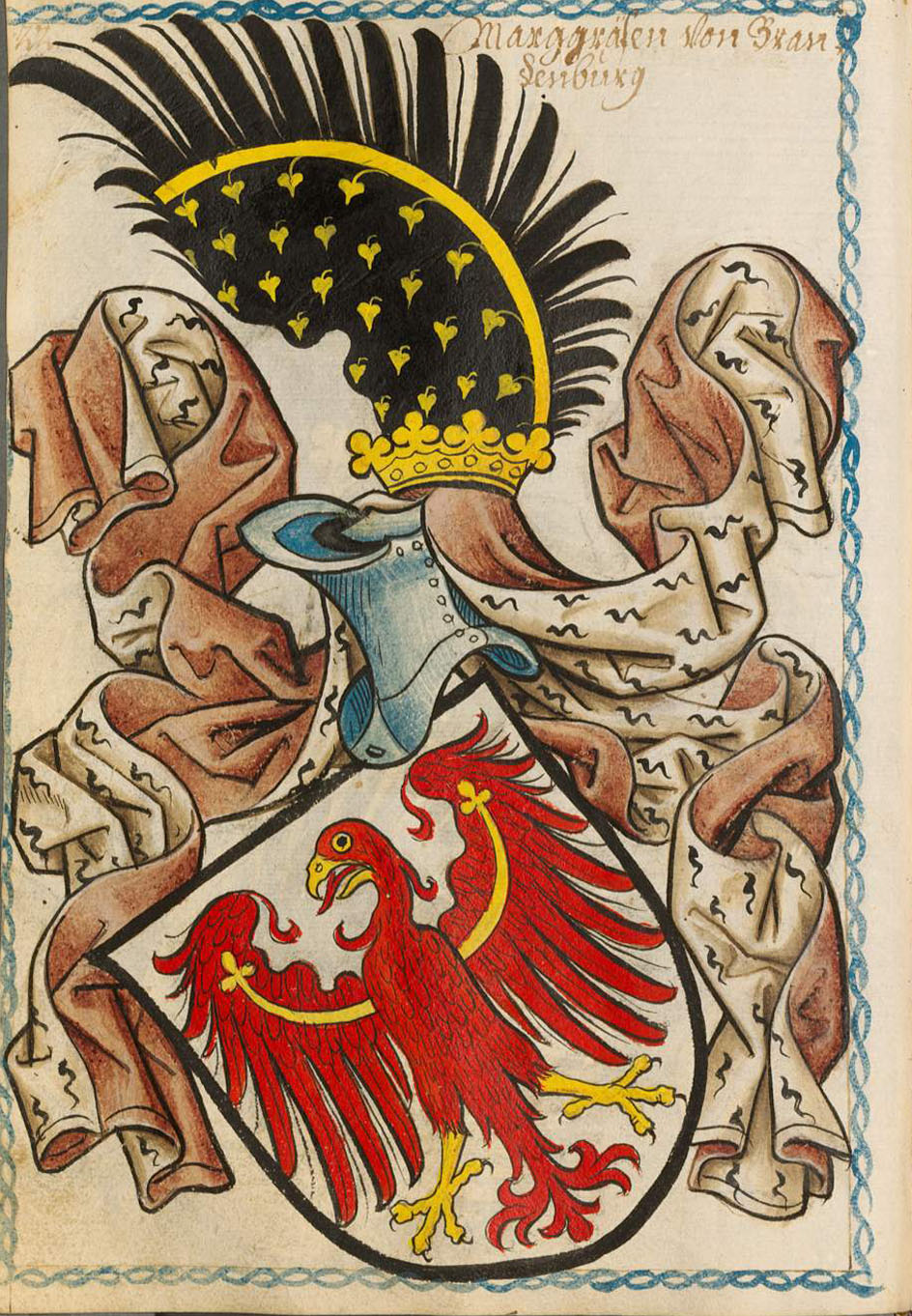
Wappen der Markgrafen von Brandenburg
Kurwappen Brandenburg des Erzkämmerers
Älteres Wappen der Kurfürsten von Brandenburg – Hohenzollern
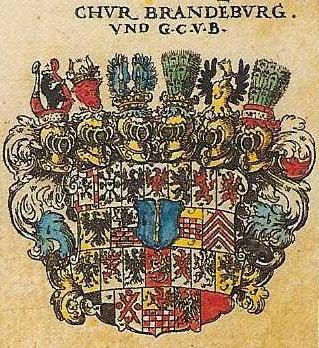
Wappen des Kurfürsten Friedrich Wilhelm I. von Brandenburg vor 1648
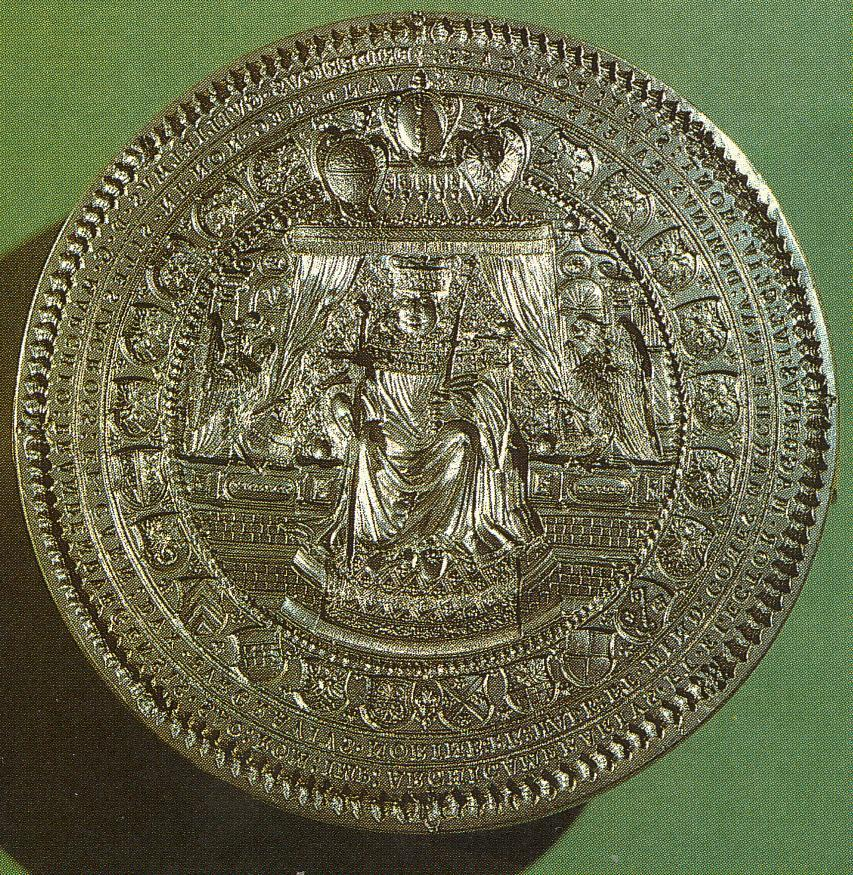
Thronsiegel Friedrich Wilhelm I. von Brandenburg vor 1648

Das Thronsiegel und das neuere Wappen ließ Friedrich Wilhelm I. kurz vor dem Westfälischen Frieden anfertigen, damit sollte der Vertrag gesiegelt werden. Das kuriose an beiden Ausführungen ist, dass er alle Wappen seiner regierten Territorien und Herrschaften, aber auch die der beanspruchten Herrschaften stechen bzw. zeichnen ließ. Ein Beispiel dafür ist jeweils unten das Wappen der Grafschaft Gützkow, die ja 1648 an Schweden fiel und erst 1815 zu Preußen kam.

## Niederländische Kultur
Der Kurfürst, seine erste Frau Louise Henriette, Johann Moritz von Nassau-Siegen und nicht zuletzt seine Mutter, Elisabeth Charlotte, Enkelin Wilhelms I. von Oranien-Nassau, waren Vermittler der niederländischen Kultur. Friedrich Wilhelm holte vorwiegend Porträt- und Blumenstilllebenmaler der nördlichen Niederlande an seinen Hof wie Willem van Honthorst, Rutger van Langevelt, Pieter Nason, Jacques Vaillant, Ottomar Elliger d. Ä., Hendrik Fromantiou und Willem Frederik van Royen und erwarb weitere Bilder nordniederländischer Maler wie Willem van Aelst, Otto Marseus van Schrieck, Jan Weenix, Jan de Baen und Govert Flinck. Der Atlas des Großen Kurfürsten ist ein in den Niederlanden hergestellter Riesenatlas, ein Geschenk von Johann Moritz von Nassau-Siegen aus dem Jahr 1664.

## Nachkommen
Für die Auflistung aller genealogischen Daten siehe: Stammliste der Hohenzollern
Aus erster Ehe
Am 7. Dezember 1646 heiratete Kurfürst Friedrich Wilhelm in Den Haag Prinzessin Luise Henriette von Oranien, Tochter des niederländischen Statthalters Friedrich Heinrich von Oranien und dessen Gattin, der Gräfin Amalie zu Solms-Braunfels.
- Wilhelm Heinrich (* 21. Mai 1648; † 24. Oktober 1649)
- Karl Emil, Kurprinz von Brandenburg (* 16. Februar 1655; † 7. Dezember 1674)
- Friedrich III./I., Kurfürst von Brandenburg, König in Preußen (* 11. Juli 1657; † 25. Februar 1713)
- Amalia (* 19. November 1664; † 1. Februar 1665)
- Heinrich (* 19. November 1664; † 26. November 1664)
- Ludwig, Prinz von Brandenburg (* 8. Juli 1666; † 8. April 1687)

Aus zweiter Ehe
Fast genau ein Jahr nach dem Tod seiner ersten Ehefrau heiratete Friedrich Wilhelm am 14. Juni 1668 auf Schloss Gröningen bei Halberstadt die verwitwete Herzogin Dorothea von Braunschweig und Lüneburg, geborene Prinzessin von Schleswig-Holstein-Sonderburg-Glücksburg, Tochter des Herzogs Philipp von Schleswig-Holstein-Sonderburg-Glücksburg und dessen Gattin Prinzessin Sophie Hedwig von Sachsen-Lauenburg.
Kurfürstin Dorothea erwarb zur Absicherung ihrer Söhne die Herrschaften Schwedt und Wildenbruch. Die Nachkommen aus dieser Ehe trugen ab 1701 die Titel Prinz in Preußen, Markgraf zu Brandenburg und wurden bis zum Erlöschen dieser Nebenlinie im Jahre 1788 gemeinhin als Markgrafen von Brandenburg-Schwedt bezeichnet. Dorothea versuchte zeitweilig erfolgreich, den Kurfürsten dazu zu bewegen, das Erbe an den brandenburgischen Stammlanden unter ihren leiblichen Söhnen aufzuteilen. Dadurch kam es zu einem über zehn Jahre andauernden Streit mit dem Kurprinzen Friedrich.
- Philipp Wilhelm, Statthalter des Herzogtums Magdeburg, Herr der Herrschaft Schwedt-Wildenbruch (* 19. Mai 1669; † 19. Dezember 1711)
- Maria Amalia (* 26. November 1670; † 17. November 1739)
- Albrecht Friedrich, Herrenmeister des Johanniterordens zu Sonnenburg (* 24. Januar 1672; † 21. Juni 1731)
- Karl Philipp (* 5. Januar 1673; † 23. Juli 1695)
- Elisabeth Sophie (* 5. April 1674; † 22. November 1748)
- Dorothea (* 6. Juni 1675; † 11. September 1676)
- Christian Ludwig, Statthalter im Fürstentum Halberstadt (* 24. Mai 1677; † 3. September 1734)

## Erinnerung und Gedenken

### Erinnerung
Der Tod des Großen Kurfürsten 1688 wurde besonders im protestantischen Deutschland betrauert, und populäre Dichter wie Johannes Riemer gedachten seiner in ihren Veröffentlichungen.
Im 19. und 20. Jahrhundert wurde Friedrich Wilhelm häufig mit den Worten zitiert, die aus einer anonymen Flugschrift von 1658 stammen:

„Gedencke dass du ein Teutscher bist!“

 Der ursprüngliche Text, gerichtet an einen „ehrlichen Teutschen“, erinnert daran, dass die letzten Kriege „unter dem Vorwandt der Religion und Freyheit“ nur „frembde Nationes … herrlich“ gemacht haben und dass „Rhein-, Weser-, Elbe- und Oderstrohm“ nunmehr „fremder Nationen Gefangene“ sind und fordert zur Parteinahme für den Kurfürsten auf, der dies, wenigstens was Pommern betrifft, im kommenden Krieg ändern will.

### Denkmäler
Im Schlosshof von Charlottenburg steht das bekannteste Denkmal für den Großen Kurfürsten, das große Reiterstandbild von Schlüter. Bis zum Zweiten Weltkrieg stand es auf der Langen Brücke unmittelbar am Berliner Schloss, 1952 wurde es am Schloss Charlottenburg aufgestellt. (Im Bode-Museum befindet sich im großen Kuppelsaal des Eingangs seit 1904 eine Kopie ohne Nebenfiguren.)
Friedrich Wilhelm zu Ehren stehen eine Büste in der Walhalla, eine Statue am Genfer Reformationsdenkmal, eine Statue in Minden (1901) und Kleve und eine Statue an der Knock in Emden, um dessen Seehandel sich der Große Kurfürst sehr verdient machte. Kaiser Wilhelm II. ließ ihm 1901 durch Fritz Schaper auf der Siegesallee im Berliner Tiergarten das zentrale Standbild in der Denkmalgruppe 25 errichten. Heute steht diese mit anderen Siegesalleestatuen in der Zitadelle Spandau. Eine Reproduktion der Statue wurde 1900 auf der Sparrenburg in Bielefeld aufgestellt. In Pillau befand sich seit 1913 ein Standbild Friedrich Wilhelms. Im Jahre 1955 wurde es in Eckernförde „bis zur Heimkehr“ wiederaufgestellt. Im Jahre 1854 wurde auf Rügen in Neukamp an historischer Stelle zur Erinnerung an die Landung Friedrich Wilhelms eine Preußensäule aufgestellt.

## Namensgebungen
Nach ihm benannt waren u. a.:
- Festung Groß Friedrichsburg in Königsberg
- Groß Friedrichsburg (Kolonie) am Kap der drei Spitzen im heutigen Ghana
- Leib-Kürassier-Regiment „Großer Kurfürst“ (Schlesisches) Nr. 1, Nachfolger seiner Dragoner-Garde

Schiffe:
- Churfürst von Brandenburg (Schiff)
- Keurvorst van Brandenburg, niederländisches 92-Kanonen-Linienschiff
- Großer Kurfürst (Schiff, 1878), Panzerschiff
- Grosser Kurfürst (Schiff, 1899), Passagierschiff
- Kurfürst Friedrich Wilhelm, Linienschiff
- Großer Kurfürst (Schiff, 1914), Großlinienschiff
- Großer Kurfürst Heringsfischerei, Loggerfischerei

## Ahnentafel
| Ahnentafel Kurfürst Friedrich Wilhelm von Brandenburg  | Ahnentafel Kurfürst Friedrich Wilhelm von Brandenburg                     | Ahnentafel Kurfürst Friedrich Wilhelm von Brandenburg                     | Ahnentafel Kurfürst Friedrich Wilhelm von Brandenburg                     | Ahnentafel Kurfürst Friedrich Wilhelm von Brandenburg                     | Ahnentafel Kurfürst Friedrich Wilhelm von Brandenburg                     | Ahnentafel Kurfürst Friedrich Wilhelm von Brandenburg                     | Ahnentafel Kurfürst Friedrich Wilhelm von Brandenburg                     | Ahnentafel Kurfürst Friedrich Wilhelm von Brandenburg                     |
| ------------------------------------------------------ | ------------------------------------------------------------------------- | ------------------------------------------------------------------------- | ------------------------------------------------------------------------- | ------------------------------------------------------------------------- | ------------------------------------------------------------------------- | ------------------------------------------------------------------------- | ------------------------------------------------------------------------- | ------------------------------------------------------------------------- |
| Urur- groß- eltern                                     | 1545 Kurfürst Johann Georg (1525–1598) ⚭ Sophia (1525–1546)               | 1537 Markgraf Johann (1513–1571) ⚭ Katharina (1518–1574)                  | 1550 Herzog Albrecht (1490–1568) ⚭ Anna Maria (1532–1568)                 | 1546 Herzog Wilhelm (1516–1592) ⚭ Maria (1531–1581)                       | 1537 Kurfürst Friedrich III. (1515–1576) ⚭ Marie (1519–1567)              | 1523 Landgraf Philipp (1504–1567) ⚭ Christina (1505–1549)                 | 1531 Graf Wilhelm (1487–1559) ⚭ Julia (1506–1580)                         | 1538 Louis III. (1513–1582) ⚭ Jacqueline (1520–1561)                      |
| Ur- groß- eltern                                       | 1570 Kurfürst Joachim Friedrich (1546–1608) ⚭ Katharina (1549–1602)       | 1570 Kurfürst Joachim Friedrich (1546–1608) ⚭ Katharina (1549–1602)       | 1573 Herzog Albrecht Friedrich (1553–1618) ⚭ Marie Eleonore (1550–1608)   | 1573 Herzog Albrecht Friedrich (1553–1618) ⚭ Marie Eleonore (1550–1608)   | 1560 Kurfürst Ludwig VI. (1539–1583) ⚭ Elisabeth (1539–1582)              | 1560 Kurfürst Ludwig VI. (1539–1583) ⚭ Elisabeth (1539–1582)              | 1575 Fürst Wilhelm I. (1533–1584) ⚭ Charlotte (1546–1582)                 | 1575 Fürst Wilhelm I. (1533–1584) ⚭ Charlotte (1546–1582)                 |
| Groß- eltern                                           | 1594 Kurfürst Johann Sigismund (1572–1620) ⚭ Anna (1576–1625)             | 1594 Kurfürst Johann Sigismund (1572–1620) ⚭ Anna (1576–1625)             | 1594 Kurfürst Johann Sigismund (1572–1620) ⚭ Anna (1576–1625)             | 1594 Kurfürst Johann Sigismund (1572–1620) ⚭ Anna (1576–1625)             | 1593 Kurfürst Friedrich IV. (1574–1610) ⚭ Luise Juliana (1576–1644)       | 1593 Kurfürst Friedrich IV. (1574–1610) ⚭ Luise Juliana (1576–1644)       | 1593 Kurfürst Friedrich IV. (1574–1610) ⚭ Luise Juliana (1576–1644)       | 1593 Kurfürst Friedrich IV. (1574–1610) ⚭ Luise Juliana (1576–1644)       |
| Eltern                                                 | 1616 Kurfürst Georg Wilhelm (1595–1640) ⚭ Elisabeth Charlotte (1597–1660) | 1616 Kurfürst Georg Wilhelm (1595–1640) ⚭ Elisabeth Charlotte (1597–1660) | 1616 Kurfürst Georg Wilhelm (1595–1640) ⚭ Elisabeth Charlotte (1597–1660) | 1616 Kurfürst Georg Wilhelm (1595–1640) ⚭ Elisabeth Charlotte (1597–1660) | 1616 Kurfürst Georg Wilhelm (1595–1640) ⚭ Elisabeth Charlotte (1597–1660) | 1616 Kurfürst Georg Wilhelm (1595–1640) ⚭ Elisabeth Charlotte (1597–1660) | 1616 Kurfürst Georg Wilhelm (1595–1640) ⚭ Elisabeth Charlotte (1597–1660) | 1616 Kurfürst Georg Wilhelm (1595–1640) ⚭ Elisabeth Charlotte (1597–1660) |
| Kurfürst Friedrich Wilhelm von Brandenburg (1620–1688) |                                                                           |                                                                           |                                                                           |                                                                           |                                                                           |                                                                           |                                                                           |                                                                           |